# Tatjana Barbakoff

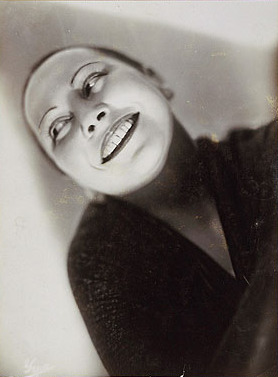
Tatjana Barbakoff, Foto von Yva, 1929

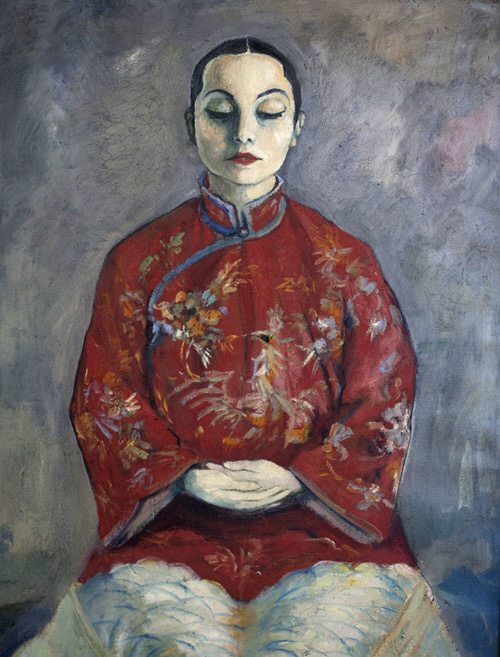
Tatjana Barbakoff, Gemälde von Waldemar Flaig, 1927

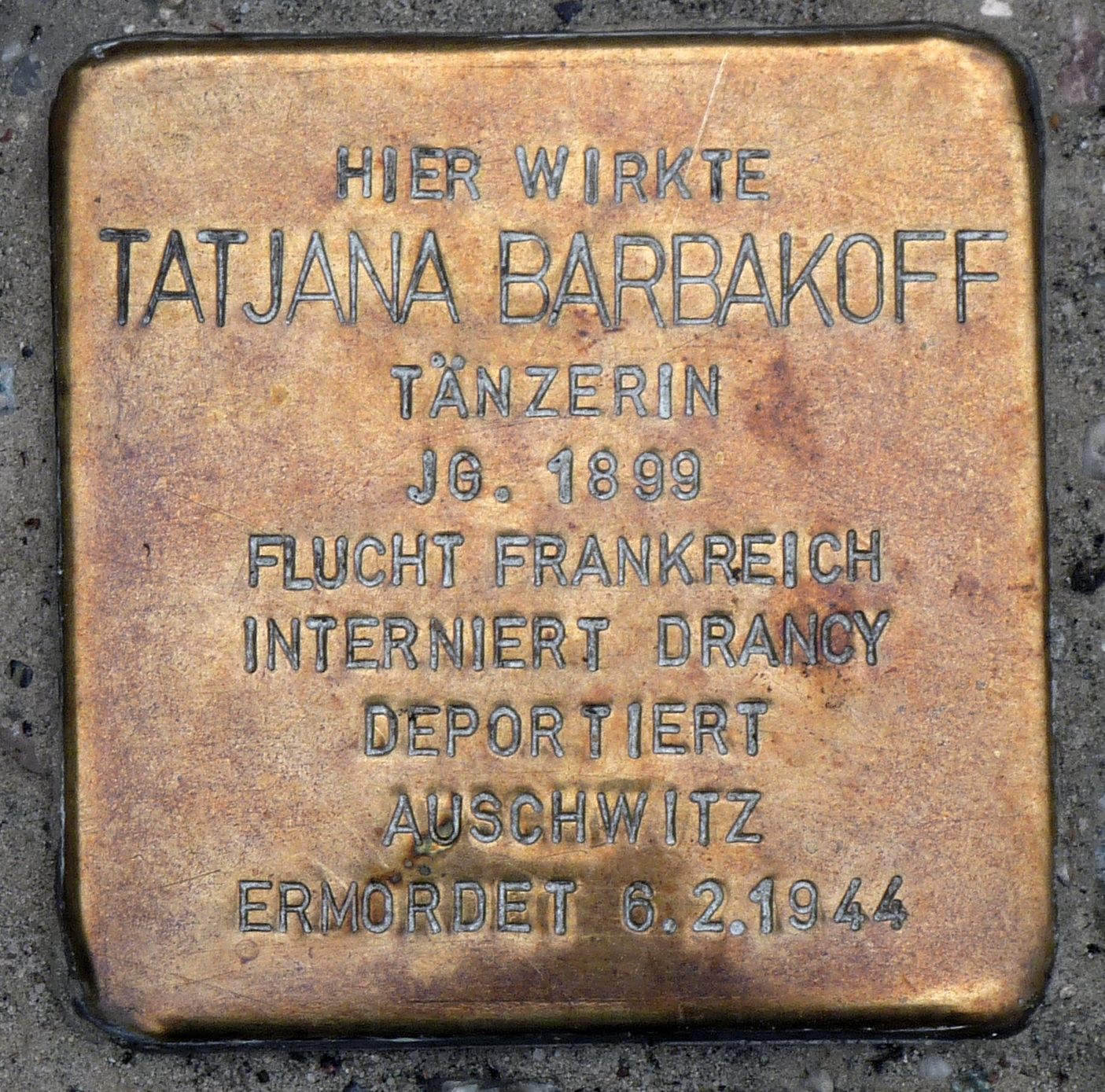
Stolperstein, Knesebeckstraße 100, in Berlin-Charlottenburg

Tatjana Barbakoff (* 15. August 1899 als Tsipora Edelberg in Aizpute/Hasenpoth (heute Lettland, damals russisches Gouvernement Kurland); † 6. Februar 1944 im KZ Auschwitz) war eine Tänzerin.

## Leben
Tatjana Barbakoff wurde als Tsipora Edelberg, Tochter des jüdischen Metzgers Aizik und seiner Ehefrau Genya (geb. 22. September 1856 in Aizpute, gest. 11. Mai 1903 in Libau, Tochter von Israel und Gintel Hirschberg aus Aizpute) geboren. Sie nahm neben dem jüdischen Vornamen Tsipora noch den russischen Rufnamen Cilia/Cilly an, was in der Diaspora gebräuchlich war. Barbakoff hatte einen älteren Bruder sowie nach dem frühen Tod der Mutter († 1903) und der erneuten Heirat des Vaters mit Haja-Sora Itskovitch (geb. 1886 in Pskow, ermordet 1941 in Libau) eine jüngere Stiefschwester (geb. 1912 in Libau).
Sie tanzte bereits im Alter von 10 Jahren und besuchte schon früh eine Ballettschule, hatte aber keine weiterführende Tanzausbildung. 1918 folgte sie dem deutschen Soldaten Georg Waldmann, der in den Ostseegouvernements im Ersten Weltkrieg seinen Wehrdienst abgeleistet hatte, nach Deutschland, wo sie ihn später heiratete. Mit ihrem Ehemann, der unter dem Pseudonym Marcel Boissier als Conférencier gastierte, trat sie mit russischen und chinesischen Tänzen auf. Ab 1921 gastierte sie mit Soloaufführungen in größeren Häusern des In- und Auslandes, wobei sie ihre als plastisch-malerisch beschriebenen Kostüme meist selbst entwarf. Erst ab 1924 kann man aus den bisher bekannten Presseberichten ersehen, dass sie neben russischen Tänzen und Parodien auch chinesische Tänze in ihr Programm aufgenommen hatte. Aufgrund ihrer attraktiven persönlichen Ausstrahlung entwickelte sie sich zu einem Publikumsmagneten und erweckte das Interesse vieler Künstler, darunter Rudolf Heinisch oder Kasia von Szadurska, die sie in zahlreichen Fotos, Bildern und Plastiken porträtierten. 1927 trennte sich Barbakoff von ihrem Mann.
1927 trat sie in Wien auf und tanzte „in originellen japanischen Masken und als Parodistin mit großem Erfolg“. Nach diesem Auftritt bescheinigte ihr die Kritik: „Heute steht Tatjana Barbakoff am Beginn einer Weltkarriere.“ Kurz danach hatte sie einen Auftritt an den Wiener Kammerspielen. Spätestens Anfang der 1930er hatte Tatjana Barbakoff erfolgreiche Engagements auf der ganzen Welt.

„Tatjana Barbakoff, die weltberühmte russische Tanzkünstlerin, wird in ihrer Tanzmatinee am Innerstädter Theater Sonntag, 20. d., vormittags 11 Uhr, auftreten. Die Künstlerin tanzt ein beispiellos interessantes Programm zur Musik von Bartok, Ravel, Mussorgsky, Gretschaninoff und anderen Komponisten.“

Anlässlich eines Auftritts im Saal Chopin, 252, Faubourg Saint-Honoré in Paris am 9. Mai 1933 konnte sie mit allen Kostümen von Berlin nach Paris ausreisen. Der mit ihr befreundete Maler Gert Heinrich Wollheim, der in der französischen Emigration ihr Lebensgefährte wurde, reiste über Saarbrücken nach Paris. In Frankreich, den Niederlanden und der Schweiz hatte sie noch eine Zeit lang Auftritte.
Nach dem Einmarsch der deutschen Truppen in Frankreich wurde sie am 10. Mai 1940 im Camp de Gurs interniert. Im Juni kam sie wieder frei und zog nach Nay, später nach Clelles bei Grenoble. Am 20. Oktober 1940 schrieb sie aus Préchacq-Navarrenx (Département Pyrénées-Atlantiques) einen verzweifelten Brief an ihre Freundin Maria Meinen und bat sie um ein Lebensmittelpaket. Sie hatte in diesem Pyrenäendörfchen nach monatelanger Internierung wie durch ein Wunder ihren Lebensgefährten Gert Heinrich Wollheim wiedergefunden. Nach dem Rückzug der italienischen Truppen von der Côte d’Azur kam sie nach Nizza zurück, wo sie von der Gestapo aufgegriffen und laut Einweisungsnotiz vom 23. Januar 1944 in das Sammellager Drancy bei Paris deportiert wurde. Am 3. Februar kam sie mit dem „Konvoi 67“ nach Auschwitz, wo sie am 6. Februar 1944 in der Gaskammer ermordet wurde.
Ihr zu Ehren stiftete Julia Marcus 1986 in Paris einen „Tatjana Barbakoff Dance Award“.
Im Stadtmuseum Düsseldorf befindet sich ein Bestand mit zahlreichen Fotos und Kostümen Barbakoffs.

## Porträts
- Benno Elkan: Tatjana Barbakoff Porträtkopf Bronze, um 1925, im Stadtmuseum Düsseldorf[9]
- Waldemar Flaig: Tatjana Barbakoff. Ölgemälde von 1927[10] im Franziskanermuseum Villingen-Schwenningen
- Wilhelm Schmurr: Die Tänzerin Tatjana Barbakoff. Öl auf Pappe auf Holz, vor 1929 im Osthaus Museum Hagen
- Kasia von Szadurska: Tatjana Barbakoff. Bleistift und Kreide um 1929 in der Städtischen Wessenberg-Galerie Konstanz.[11]
- Rudolf Heinisch: Tatjana Barbakoff. Olgemälde von 1929, Privatsammlung
- Rudolf Heinisch: Studien zu der Tänzerin Tatjana Barbakoff. Wasserfarben, Bleistift und Kreide um 1928, Privatsammlung